# Anna Biller
 (mai 2022).
Si vous disposez d'ouvrages ou d'articles de référence ou si vous connaissez des sites web de qualité traitant du thème abordé ici, merci de compléter l'article en donnant les références utiles à sa vérifiabilité et en les liant à la section « Notes et références ».
Pour les articles homonymes, voir Biller (homonymie).
Anna Biller, née  à Los Angeles (Californie), est une cinéaste et scénariste indépendante américaine.

## Biographie
Les parents d'Anna Biller sont Les Biller et Sumiko.

## Filmographie partielle

### Au cinéma
- 1994 : Three Examples of Myself as Queen
- 1998 : Fairy Ballet
- 2001 : The Hypnotist
- 2001 : A Visit from the Incubus
- 2007 : Viva
- 2016 : The Love Witch